# Múscul quadrat plantar
El múscul quadrat plantar o múscul accessori del flexor llarg o múscul accessori del múscul flexor llarg dels dits del peu (musculus quadratus plantae) és un múscul del peu situat a la regió plantar.
Està format per dos ventres musculars separats entre si pel gran lligament plantar. Presenta el seu origen a la cara medial i vora lateral de la cara plantar del calcani, més específicament en el seva tuberositat. La inserció es realitza en la vora posterolateral del tendó del flexor llarg dels dits.
Està innervat pel nervi plantar lateral o extern, que prové de S2 i S3.
L'acció d'aquest múscul és ajudar al múscul flexor llarg dels dits del peu a flexionar els 4 dits laterals (del 2n al 5è dit). També permet la flexió plantar del peu.

## Galeria d'imatges

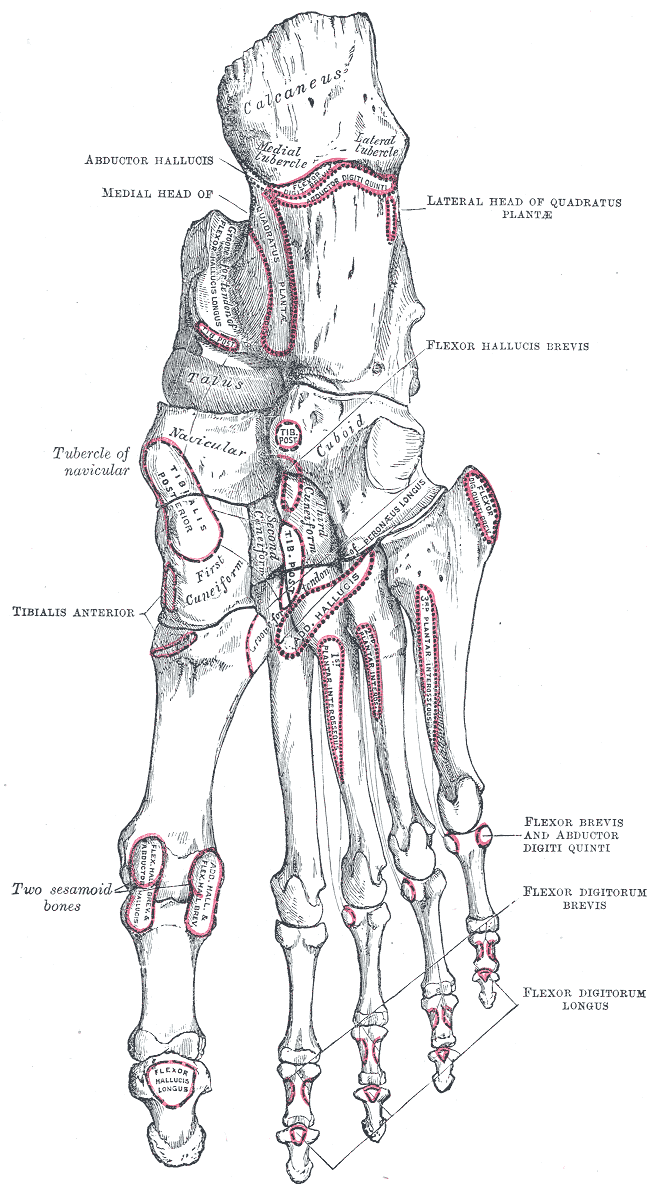
Ossos del peu dret. Superfície plantar.
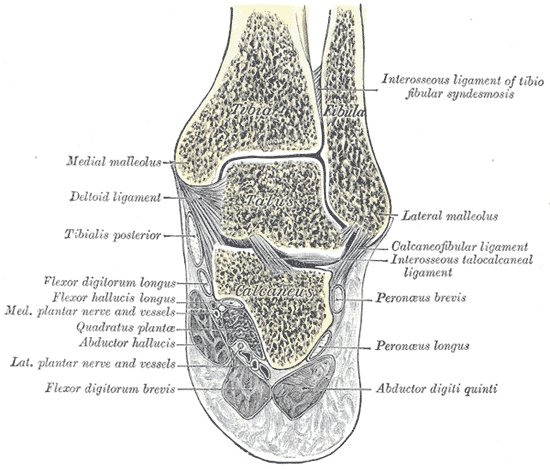
Tall coronal a nivell de les articulacions talocrural i talocalcània dretes.
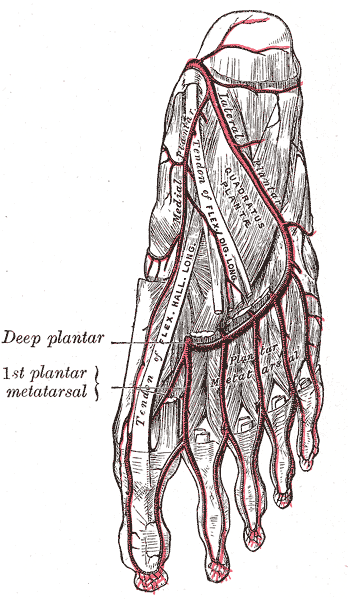
Artèries plantars. Visió profunda. El quadrat plantar es pot observar al centre.